# Nesocharis
Nesocharis is een geslacht van zangvogels uit de familie prachtvinken (Estrildidae). Het geslacht kent twee soorten:
- Nesocharis ansorgei  – Halsbandastrild
- Nesocharis shelleyi  – Meesastrild